# Giuseppe Pella
Giuseppe Pella (Valdengo, 18 de abril de 1902-Roma, 31 de mayo de 1981) fue un político italiano de la Democracia Cristiana. 

## Biografía
Nació en Valdengo, Piamonte. Luego de su graduación en economía y comercio, se adhirió a Democracia Cristiana, el ala derecha del partido.

## Carrera política
Su primer cargo político fue la de Ministro de Economía y Finanzas en la primera y segunda administración del gabinete de De Gaspieri. 
Pella fue Ministro del Tesoro en 1948 hasta 1953, ganando la enemistad de comunistas y socialistas, algunos miembros del DC debido a su política liberal y monetarista.  Después de la crisis política causada por la fallida Ley de Trucos, Pella fue nombrado Presidente del Consejo de Ministros de Italia por las deliberaciones del gobierno provisional en 1953 hasta 1954. Pella ganó aún más críticas, cuando a través de la emisión de declaraciones nacionalistas, creó conflictos con Tito sobre el Territorio libre de Trieste. Renunció el 12 de enero de 1954. 
Pella fue Presidente del Parlamento Europeo desde 1954 a 1956 tras de la muerte de Alcide De Gasperi. 
Más tarde fue nombrado Ministro de Asuntos Exteriores, bajo la administración de Adone Zoli (1957-1958) y Antonio Segni (1959-1960). Hostil hacia la alianza entre el DC y el Partido Socialista, se retiró de la política de “primera línea” hasta 1972, cuando fue nombrado Ministro de Finanzas en el corto gobierno de Giulio Andreotti.
Pella fue senador hasta 1976.

## Vida personal
En 1934, Pella se casó con Ines Maria Cardolle, de quien tuvo una hija, Wanda, nacida en 1938.
Murió en Roma en 1981.
- Datos: Q320963
- Multimedia: Giuseppe Pella / Q320963